# Sölje
Sölje är en by och gård i Stavnäs socken, Arvika kommun i västra Värmland som ligger vid sjön Glafsfjordens västra strand, cirka 20 kilometer söder om Arvika. I Sölje bor det 230 personer.

## Historia
Sölje järnbruk anlades 1798 och 1813 grundades även ett glasbruk, vars ägare var Henning Frisell, samt senare ett sågverk. 
På 1840-talet lät brukets ägare anlägga en hästjärnväg för transporter från sågverket förbi glashyttan ned till lastkajen vid sjön Glafsfjorden. Den öppnades för trafik på 1840-talet och den revs upp några år efter glasbrukets nedläggning 1903. Längden var 385 meter och spårvidden 0,880 meter.